# Fort-Sjevtjenko
Fort-Sjevtjenko (ryska: Форт-Шевченко) är en ort i Kazakstan. Den ligger i oblystet Mangghystau, i den västra delen av landet, 1 700 km sydväst om huvudstaden Astana. Antalet invånare är 5 213.
Terrängen runt Fort-Sjevtjenko är huvudsakligen platt, men norrut är den kuperad.  Trakten runt Fort-Sjevtjenko är nära nog obefolkad, med mindre än två invånare per kvadratkilometer. Fort-Sjevtjenko är det största samhället i trakten. Trakten runt Fort-Sjevtjenko består i huvudsak av gräsmarker.